# Illyrischer Helm
Ein Illyrischer Helm ist eine Schutzwaffe aus dem antiken Griechenland.

## Beschreibung

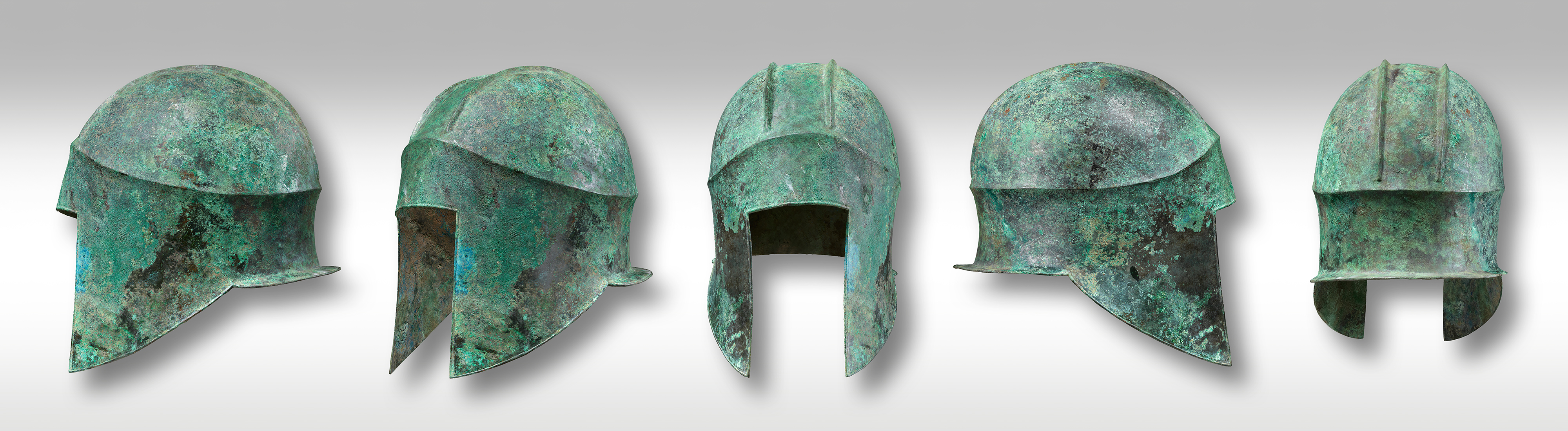
Mehrseitige Ansicht eines griechischen Bronzehelms des Illyrischen Typs aus dem Metropolitan Museum of Art

Ein Illyrischer Helm besteht in der Regel aus Bronze. Seine Helmglocke ist halbkugelförmig gearbeitet, auf der Oberseite laufen rechts und links der Scheitellinie zwei deutlich herausgearbeitete Grate, die zur Befestigung des Helmbuschs dienten. An den Graten verlaufen oft drei parallele Zierlinien. Die Wangenklappen reichen bis unterhalb des Kinns. Hinter den Wangenklappen sind tiefe, kerbenförmige Einschnitte in der Helmglocke angebracht die der Zier dienen. In den Wangenklappen sind Löcher zur Befestigung des Kinnriemens vorhanden. Auf der Helmrückseite ist ein schmaler waagerechter Nackenschirm ausgearbeitet. Auf dem Stirnbereich sind oft Löcher, die zur Befestigung des Helmschmuckes (Zimier) dienten. Um den Außenrand des Helmes verläuft oft eine fein gearbeitete Zierborte, die mit Einschlägen aus verschiedenen Mustern verziert ist. Die Helme sind etwa 22 cm hoch und 1200 Gramm schwer.